# Morte a Buenos Aires
Morte a Buenos Aires (Muerte en Buenos Aires) è un film del 2014 diretto da Natalia Meta.
Film thriller di produzione argentina che vede Demián Bichir nei panni di Chávez, un ispettore di polizia che lotta per bilanciare i suoi doveri lavorativi col suo desiderio sessuale inespresso, e Chino Darín nei panni di Gómez, un giovane e affascinante debuttante della polizia con motivazioni enigmatiche.
Il film venne girato interamente a Buenos Aires nei mesi di gennaio e febbraio 2013.

## Trama
1989. L'ispettore Chávez, detective della polizia di Buenos Aires, e la sua compagna Dolores sono chiamati una sera d'estate nella residenza di Jaime Figueroa Alcorta, un ricco e anziano membro gay dell'alta società della capitale argentina. Sulla scena Chávez incontra il giovane ufficiale Gómez che afferma di aver trovato il corpo di Alcorta dopo aver indagato su una denuncia per rumori molesti e che ha esaminato i beni del morto. Il giorno dopo i due si incontrano nel bagno della stazione di polizia, dove Gómez mostra a Chávez una scatola di fiammiferi di un nightclub gay, "Il Manila", che ha accidentalmente prelevato dalla scena del crimine.
Dolores e Chávez si dirigono al Manila alla ricerca di "Kevin", un amante di Alcorta che aveva lasciato un messaggio sulla segreteria della vittima. Chávez osserva un'esibizione stravagante di una canzone presente in un disco nell'appartamento della vittima. Viene contattato da Gómez sostenendo che anche lui è venuto al club per indagare. Chávez affronta Gómez con rabbia, credendo che il giovane lo stia seguendo, ma accidentalmente inizia un combattimento da bar, permettendo al cantante Kevin di scappare nella mischia.
Gómez si unisce a Chávez per l'investigazione dell'omicidio e ideano un piano che consiste nell'usare il bell'aspetto del giovane per avvicinarsi a Kevin. Gómez ha un certo numero di appuntamenti con Kevin. Nel frattempo, Chavez, che è bloccato in un matrimonio senza passione, si trova sempre più attratto da Gómez, anche se non riconosce la sua attrazione. Chávez cerca di cancellare il piano, pensando che Gómez sta diventando troppo affezionato al sospettato, il tutto mettendo in discussione la sessualità di Gómez; Gómez replica chiedendosi se Chavez stia diventando geloso. Più tardi, Kevin porta Gómez in una stanza al Manila e iniziano a fare sesso, ma vengono interrotti da Chávez e Dolores, che stanno guardando attraverso una telecamera nascosta. Kevin viene arrestato e preso in custodia.
Chávez va a interrogare il carcerato Kevin lo che convince a liberarlo temporaneamente dalla prigione. Kevin mostra a Chávez un branco di cavalli e afferma che la famiglia Alcorta li usa per contrabbando di droga. Gómez arriva sulla scena e spara mortalmente a Kevin mentre questi cerca di fuggire a cavallo. Chávez di nuovo affronta Gómez il quale sostiene che stava solo cercando di proteggere Chávez e che Kevin ha inventato la storia del contrabbando. Quando Gómez tenta di attirare Chavez per un bacio Chávez reagisce con un misto di rabbia e desiderio, tenendo Gómez sotto la minaccia di una pistola. Chávez inizia a slacciarsi la cintura, ma viene interrotto dall'arrivo del rinforzo della polizia.
Le autorità di polizia della città si muovono per chiudere le indagini sotto la pressione della famiglia Alcorta. Tuttavia, Chavez scopre che ai cavalli sono stati impiantati chirurgicamente dei bussolotti di droga, avvalorando la storia di Kevin. Chávez ora crede che Gómez abbia ucciso Jaime Figueroa Alcorta per conto della famiglia Alcorta, che era irritato dall'opposizione del morto al commercio di contrabbando. Quando Chavez affronta Gómez con la sua ipotesi, Gómez si dichiara innocente, e la paranoia di Chávez raggiunge l'estremo quando estrae la pistola contro due poliziotti. Capendo il suo errore Chavez esclama che sta diventando pazzo. Gómez conforta Chavez e inizia a baciarlo. Dopo essersi ritirato Chavez restituisce il bacio appassionatamente ma viene presto fermato da un colpo di pistola allo stomaco, confermando i suoi sospetti su Gómez. Mentre cade a terra Gómez gli dice che gli mancherà. Gómez getta la sua pistola nel fiume, fuma una sigaretta e se ne va nella notte.

## Accoglienza

### Critica
Morte a Buenos Aires ricevette recensioni contrastanti dalla critica. Il sito di aggregatori di recensioni argentine Todas las Críticas attribuisce al film una valutazione positiva del 54%, basata su 39 recensioni.
Juan Carlos Fontana de La Prensa diede al film una recensione favorevole, lodando Natalia Meta come esordiente alla regia e le esibizioni degli attori principali, in particolare Darín e Casella. Apprezzò l'umorismo del film e la dinamica tra i personaggi di Bichir e Darín. Pure Pablo Scholz di Clarín recensì positivamente il film, scrivendo che "il debutto di Natalia Meta impeccabile" e che il film "soddisfa il suo scopo e non deluderà". Al contrario, nella sua recensione per La Nación, Alejandro Lingenti criticò il film per l'enfatizzazione dello stile sulla sostanza; definì anche la trama debole e spesso non plausibile e si lamentò che il rapporto tra Bichir e Darín sembrava forzato e innaturale.

## Riconoscimenti
Nel luglio 2015, Chino Darín vinse il premio come miglior attore in un film al 19º Festival internazionale del cinema fantastico di Bucheon per il ruolo di Gómez.